# Manipulatie

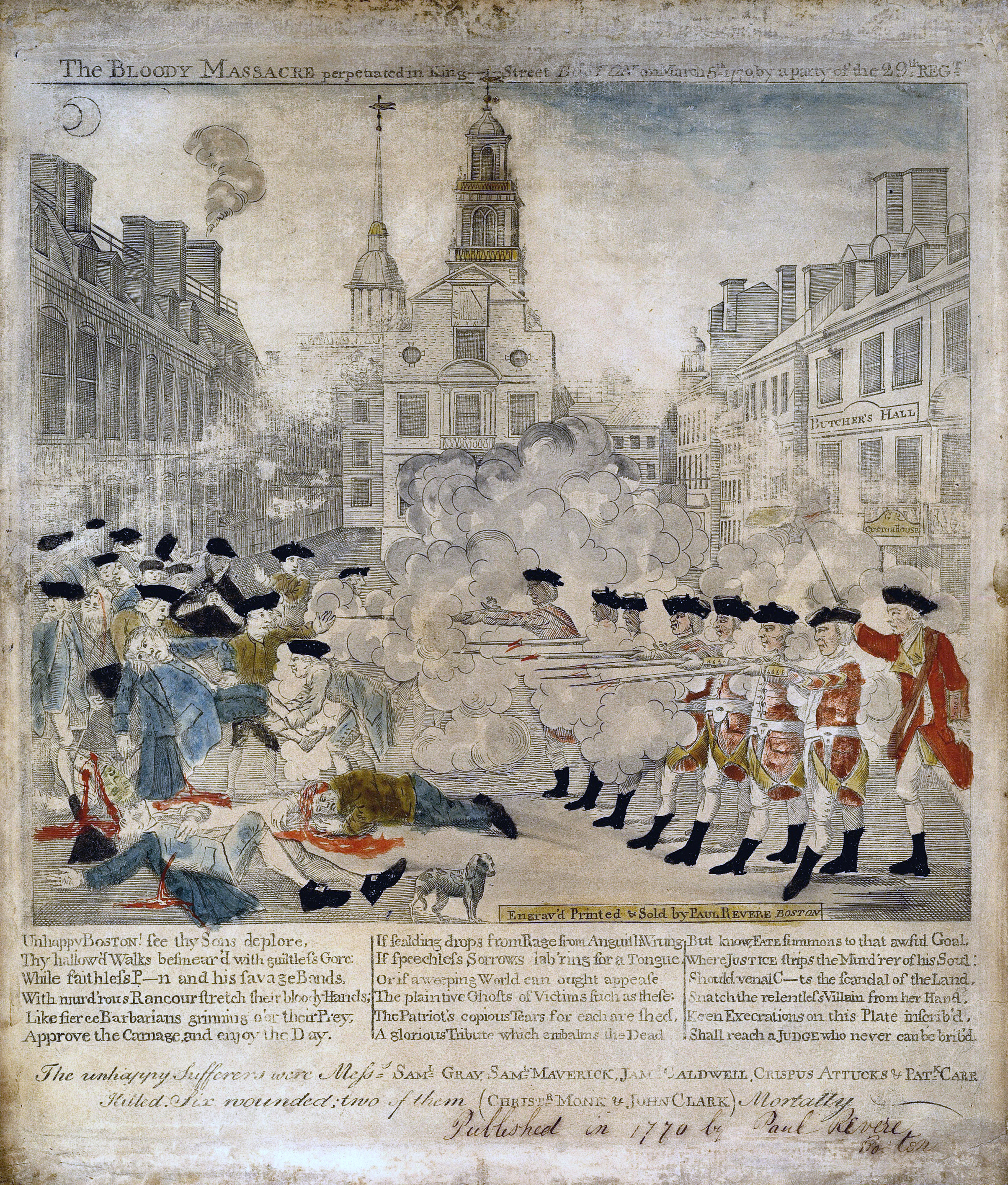
Een sensationele weergave van het bloedbad in Boston (5 maart 1770): dergelijke beelden werden gebruikt om ontevredenheid te kweken en de eenheid tussen de Amerikaanse kolonisten tegen de Britse kroon te bevorderen voorafgaand aan de Amerikaanse Onafhankelijkheidsoorlog.

Manipulatie is een vorm van beïnvloeding waarbij misleidende methoden gebruikt worden om een ander te overtuigen om tot een bepaalde perceptie of handeling te komen. De grens tussen manipulatie en normale beïnvloeding is moeilijk te trekken, vooral de twee uitersten zijn herkenbaar. Een manipulator manipuleert om voordeel te krijgen en gaat vaak plannend te werk om het doel te bereiken.

## Voorbeelden van manipulatie
Sommige mensen gebruiken manipulatie om controle te krijgen over hun partner. Dit kan gebeuren als de partner weg wil uit de relatie. Dit kan vanuit een slachtofferrol om schuldgevoelens op te wekken. Ook love bombing is een vorm van manipulatie die kan voorkomen in een relatie.
Manipulatie komt in de reclame-uitingen veelvuldig voor. Vaak wordt er aan de ontvanger van de boodschap onbewust nepinformatie verstrekt of er wordt ingespeeld op archetypische gevoelens. De nepinformatie heeft dus invloed op het overwegingsproces via de bestaande overtuigingen of bestaande angsten.
Een ander voorbeeld is een kind dat iets wil hebben. Als een kind een ijsje vraagt en de moeder afwijzend antwoordt, kan het kind wijzen op een ander kind dat wel een ijsje heeft, waardoor de moeder zichzelf een slechte moeder kan vinden en het uiteindelijk toestaat. Het kale feit dat een ander kind iets wel heeft, is geen ter zake doend argument om het dit kind ook te geven.
Nog een vorm van manipulatie is het slechts selectief weergeven van gekende elementen, met weglating van essentieels, waardoor een verkeerde indruk wordt gecreëerd omtrent iets of iemand (Stropopredenering).

## Motivaties van manipulators
- Hun eigen doeleinden bevorderen op kosten van anderen
- Zich machtig voelen
- Controle hebben over de situatie
- Verveling
- Geld of spullen van iemand krijgen of stelen

## Hoe manipulators slachtoffers onder controle houden
Harriet Braiker identificeerde de volgende manieren waarop manipulatoren hun slachtoffers beheersten:
- Positieve bekrachtiging: bevat lof, oppervlakkige charme, overdreven verontschuldigen, geld en cadeautjes, complimentjes, aandacht, veel lachen en glimlachen en openbare erkenning.
- Negatieve bekrachtiging: het slachtoffer uit een slechte situatie halen als beloning.
- Intermitterende bekrachtiging: intermitterende negatieve bekrachtiging kan een situatie van angst en twijfel creëren. Intermitterende positieve bekrachtiging kan het slachtoffer aanmoedigen om door te gaan, bijvoorbeeld bij veel soorten gokken waarbij de gokker vaak wint maar toch geld verliest.
- Straf: bevat zeuren, een scène maken, negeren, intimidatie, bedreigen, schelden, chantage, schuldig laten voelen, pruilen, huilen en het slachtoffer spelen.
- Traumatisch leren: bevat het gebruik van verbale mishandeling, woede-uitbarstingen en ander intimiderend gedrag. Zelfs één incident is soms al genoeg het slachtoffer te trainen om toekomstige situaties te vermijden.

## Etymologie
Manipulatie betekent van oorsprong met de hand (Latijn: manus) aanpassingen maken. Het woord manipulatie heeft een negatieve bijklank, daarom wordt vaak het neutralere modificatie gebruikt.